# 复兴运动 (突尼斯)
复兴运动（阿拉伯語：حركة النهضة 或 حزب النهضة）是突尼斯的一个温和伊斯兰主义政党。2011年3月1日，随着本·阿里政权因茉莉花革命而崩溃，该组织才被突尼斯临时政府允许组建成为一个合法政党。

## 发展历史

### 早期历史
1981年，该党在“伊斯兰行动”组织的基础上建立，当时它的名称是“伊斯兰回归运动”（Movement of the Islamic Tendency）。1989年，更名为“复兴党”（Hizb al-Nahda）。就像伊斯兰国家的许多政党和运动组织一样，复兴运动党被视作是伴随着伊朗伊斯兰革命成长起来的，而且最初还受到了埃及的穆斯林兄弟会的影响。它支持1979年对德黑兰的美国使馆的占领，宣称“它(美国使馆)不是一座大使馆，而是一个间谍中心”。1984年，一位居住在突尼斯的英国匿名记者就将伊斯兰回归运动（Islamic Tendency）描述为：“突尼斯城内唯一具有威胁性的反对派。原教旨主义者只要说一句话，就将传至学校，或者引发一场游行”。20世纪80年代发生的几起旅游饭店的爆炸事件就和复兴运动党及其成员有所干系。
虽然复兴运动党在传统上是受着鼓吹建立伊斯兰教国家的理论家赛义德·库特布和阿布·阿拉·毛杜迪思想所塑形的，但从20世纪80年代开始，它就被视为一个“温和的伊斯兰主义”政党。从那时候开始，它就致力于实现民主和所谓“突尼斯式的”伊斯兰主义，承认政治的多元主义，并接受与西方的“对话”。在因组织非法政党而接受的审判中，有批评者指控复兴运动党的主要领导人之一拉希德有一段暴力的历史。而另一些人则称，只要能够给他的党及其追随者哪怕最小的自由，拉希德会支持任何形式的多党民主制。
尽管该党被禁止参与1989年的选举，但一些党员以独立候选人的形式参与其中。根据本-阿里政权的官方数据，他们在全国总共赢得了10%-17%的选票。两年后，本-阿里开始镇压复兴运动党，抓捕监禁了25000多名该党的活动分子。而复兴运动党的武装人员也攻击了执政党的党部，打死一人，并把酸液泼到其他一些人脸上。复兴运动党的报纸《黎明报》（Al-Fajr）在突尼斯国内被禁，其主编哈马迪也被判刑入狱，复兴运动党遭受了严厉镇压。从1992开始直到革命后，它在突尼斯几乎销声匿迹。在那一时期，“数万”伊斯兰主义者要么被捕下狱，要么被驱逐出境。

### 突尼斯革命後合法化
在突尼斯革命的浪潮下，千余人欢迎复兴运动党的精神领袖拉希德·加努希重回突尼斯城。该组织在活动中召集了许多集会活动，被描述为“迅速在”突尼斯政治舞台上“开拓了一片空间”，并“一面参与游行，一面与总理会晤”。对于复兴运动党可能的胜利，突尼斯人有着复杂的预测，《纽约时报》就曾报道过这一方面的内容：一些人坚信复兴运动党会在突尼斯内陆地区取得胜利；而另一些人则认为对于复兴运动党而言，突尼斯太过世俗，所以它不可能获得广泛支持。2011年1月22日，在接受半岛电视台的采访时，拉希德-加努希强调他是反对伊斯兰哈里发体制，而支持民主制的，因此他和主张建立哈里发伊斯兰国家的泛伊斯兰极端组织，主要成员是贫困群众的解放党不同的（加努希就斥责解放党是对伊斯兰的曲解）。
2011年3月1日，复兴运动党获得合法地位。当月的一次民意调查显示，在突尼斯各政党中，复兴运动党支持率最高，为29%，紧随其后的是12.3%的进步民主党和7.1%的复兴运动党。民意调查的结果使得一些世俗主义者支持延期大选，并“使许多世俗主义者和妇女担心自己在未来突尼斯中的地位”。
2011年5月，复兴运动党总书记哈马迪-杰巴里受伊斯兰与民主研究中心的邀请访问华盛顿，期间会晤了美国参议院议员约翰·麦凯恩与乔·利伯曼。
曾有人称，复兴运动党的领导人“对于突尼斯人和西方对伊斯兰主义运动的恐惧高度敏感”，而且关注血腥的阿尔及利亚伊斯兰主义者与政府的内战，以及巴勒斯坦内哈马斯与世俗主义者的分立。为了消除外国和本国民众对它伊斯兰化的顾虑，在5月18日的采访中，该党发言人萨米尔·迪路再次声明：“我们并不想要一个神权国家。我们追求的是一个为自由理念所塑造的民主国家。人民将决定他们自己怎么生活……我们不是伊斯兰主义政党，我们是一个尊奉《古兰经》原则的伊斯兰政党。”不仅如此，他还将土耳其作为处理政教关系的典范，并将该党的伊斯兰民主理论比作意大利和德国的基督教民主理论。一位曾经身临复兴运动党集会的外国记者注意到集会者对于巴勒斯坦问题的热忱，以及这样的标语：“反对美国军事基地，反对外国干涉”。
2011年6月的一次新闻发布会上，复兴运动党将自己形容为一个现代的民主的政党，并介绍了两名女性成员，一名带着头巾，一名没戴，同时宣告党的年轻一翼的登场。《南德意志报》记者就注意到，不同于突尼斯的左翼政党，这个温和的伊斯兰主义政党并不反对市场经济。

## 政治立场
复兴运动党一般被视作一个社会中心主义政党，同时也支持温和的经济自由主义。它意图修正其他政党所保有的强大的世俗主义、阿拉伯民族主义和社会主义理念，同时使伊斯兰色彩介入公共生活，但这种伊斯兰色彩将与西方保持更密切的接触，并允许更大的经济自由。复兴运动党现在拒斥激进伊斯兰主义，认为它并不适合于作为突尼斯的国家体制。在一次与世俗政党对手的争论中，加努希声明：“为什么我们要把像塔利班和沙烏地阿拉伯这样的模式作为典范呢？它们与我们的思想是相去甚远的。世界上还有其他一些成功的伊斯兰国家体制，而他们与我们是相接近的，比如土耳其、马来西亚和印度尼西亚的体制，他们都将伊斯兰与现代进行了成功的结合。”
加努希也曾批评过赛义德·库特布，声言支持工人权利和妇女的受教育权，宣称伊斯兰教法“在突尼斯没有存身之所”。但是有其他信息来源质疑着复兴运动党的话是否真心实意。民主现代极点党领导人艾哈迈德·易卜拉欣就曾向外国记者抱怨，称复兴运动党在电视上表现得“温和”，“但在清真寺中，却完全是另一副面孔，一些党员就鼓吹圣战”。阿拉伯卫星电视台总经理曾写过一篇社论，称复兴运动党是由温和领导人领导的保守的伊斯兰主义政党。该党的政治立场在都市地区如突尼斯市显得更加温和，以便获得广大支持世俗化和社会自由的民众的支持。

## 2011年的胜利
诺厄·费尔德曼（Noah Feldman）分析称，复兴运动党在制宪议会大选中的胜利并不是“民主力量的尴尬”：突尼斯人对于伊斯兰有着个人和政治上的认同，而这与那些革命领导者就有着不可避免的差别，复兴运动党的胜利正是这种差别的自然产物。该党的领导人拉希德正是少数几个“在二十多年里呼吁反对本-阿里政权”的人。
政治学家利阿德（Riadh Sidaoui）则解释了复兴运动党为何向土耳其式的温和伊斯兰主义靠齐：“[因为突尼斯警察的骚扰]复兴运动党的领导人很长一段时间被迫流亡伦敦，他们明白了需要一个平衡的理念……没人希望重演1991年阿尔及利亚的事变”。
2011年11月13日，复兴运动党总书记哈马迪-杰巴里与巴勒斯坦的哈马斯的一位议员在苏塞主持了一次联合集会。而他的发言则与党的公开观点尖锐对立：“这是一个神圣的时刻，这是一个新的国家，我们希望它遵循着第六哈里发〔或指古时北非伊斯兰法蒂玛王朝的第六任哈里发哈基姆，其任内残酷迫害异教徒〕的原则”，“突尼斯的解放是真主的意志，而它将会带来耶路撒冷的解放。”
此后，复兴运动党就成为突尼斯境内最大和组织最良好的政党，远超于他的世俗政党对手。2011年10月24日，举行了突尼斯革命后的首次选举——突尼斯制宪议会选举，该党赢得了40%的选票，获得了217个议席中的89席，大大超过了其他政党，成为议会第一大党，开始主导突尼斯的政治，成為執政黨。